# Urtima riksmötet 1980
Urtima riksmötet 1980 var en extrainkallad session av Sveriges riksdag som ägde rum i Stockholm 1980. Den pågick från riksmötets öppnande den 25 augusti 1980 till riksmötets avslutning den 6 september 1980. 
Det urtima riksmötet hölls för att diskutera nivån på momsen och andra skatter med anledning av det förändrade ekonomiska läget. Som ett resultat av detta beslutade riksdagen den 6 september att momsen skulle höjas med 1,9%.
Riksdagens talman under urtima riksmötet 1980 var Ingemund Bengtsson (S).